# Polsucher

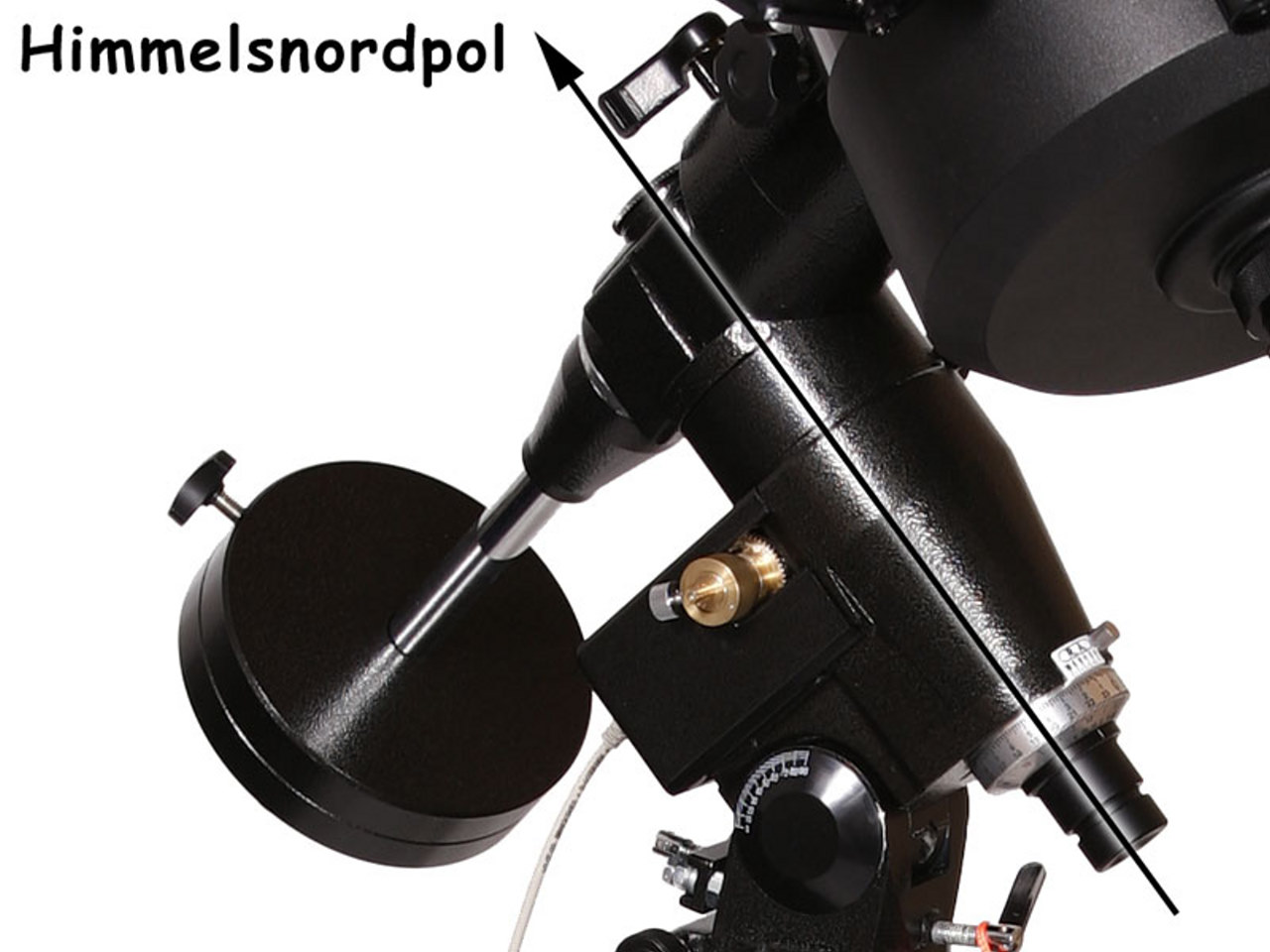
Polsucher im Amateurteleskop

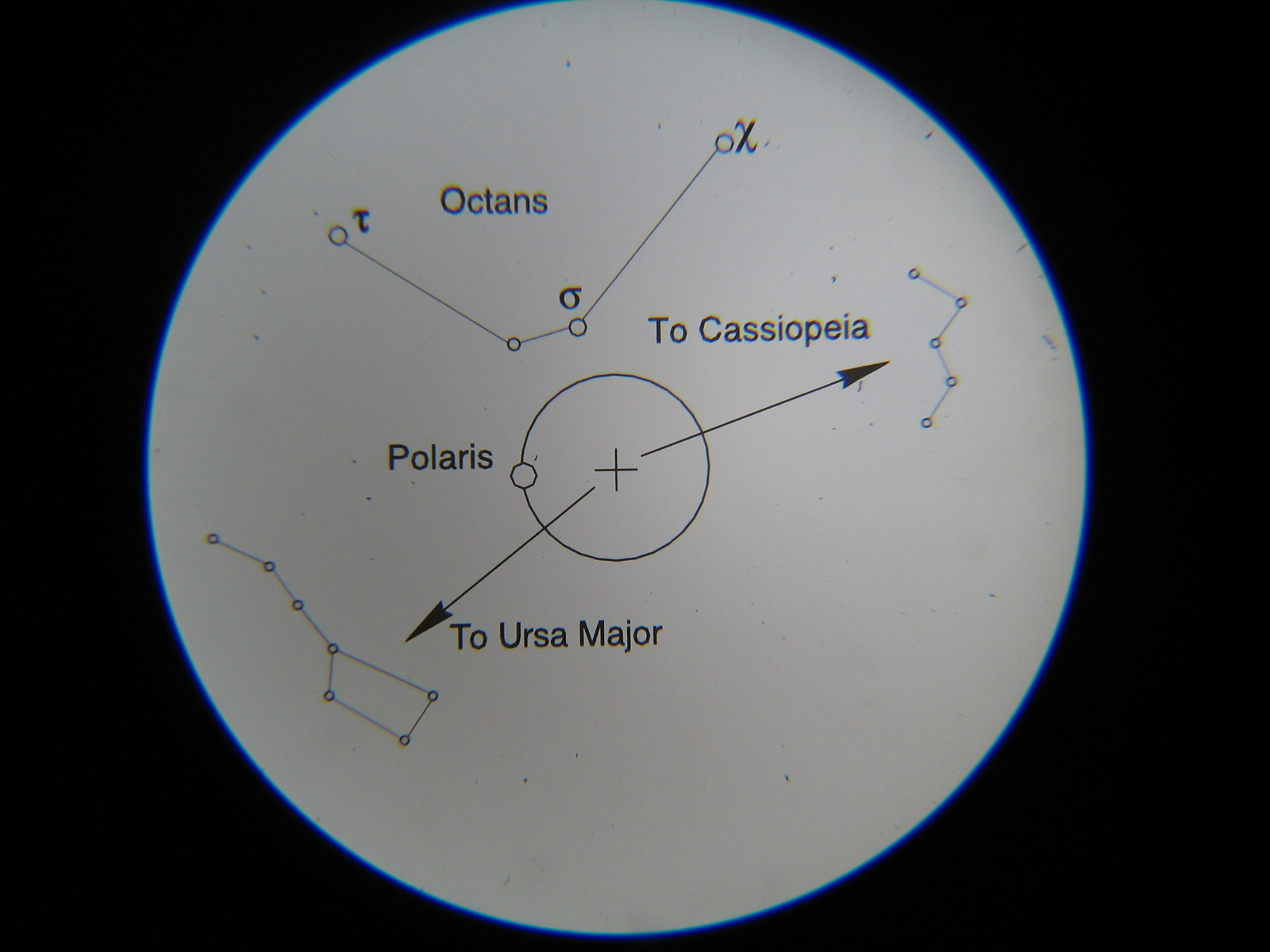
Markierungen in einem Polsucher

Ein Polsucher ist eine Visiereinrichtung, welche zur Ausrichtung der parallaktischen Montierung eines Teleskops im äquatorialen Koordinatensystem parallel zur Erdachse dient.

## Anwendung
Im Innern des Polsuchers befindet sich zur genaueren Ausrichtung des Teleskops an Azimut und Polhöhe meistens eine geätzte Glasplatte mit verschiedenen Symbolen.
Mit Hilfe der Einstellkreise außen an der Montierung, die sich am Okularende des Polsuchers befinden, richtet man zuerst die Symbole so an Datum und Uhrzeit aus, dass sie mit den Gegebenheiten am Himmel übereinstimmen. Nun können über Azimut- und Polhöheneinstellung die Symbole des Polsuchers mit dem Stern bzw. den Sternen dahinter in Deckung gebracht werden. Das Teleskop ist anschließend für die direkte Beobachtung hinreichend genau justiert. Für Langzeitbelichtungen in der Astrofotografie ist jedoch eine noch genauere Justage erforderlich: das Einscheinern.

## Nordhalbkugel

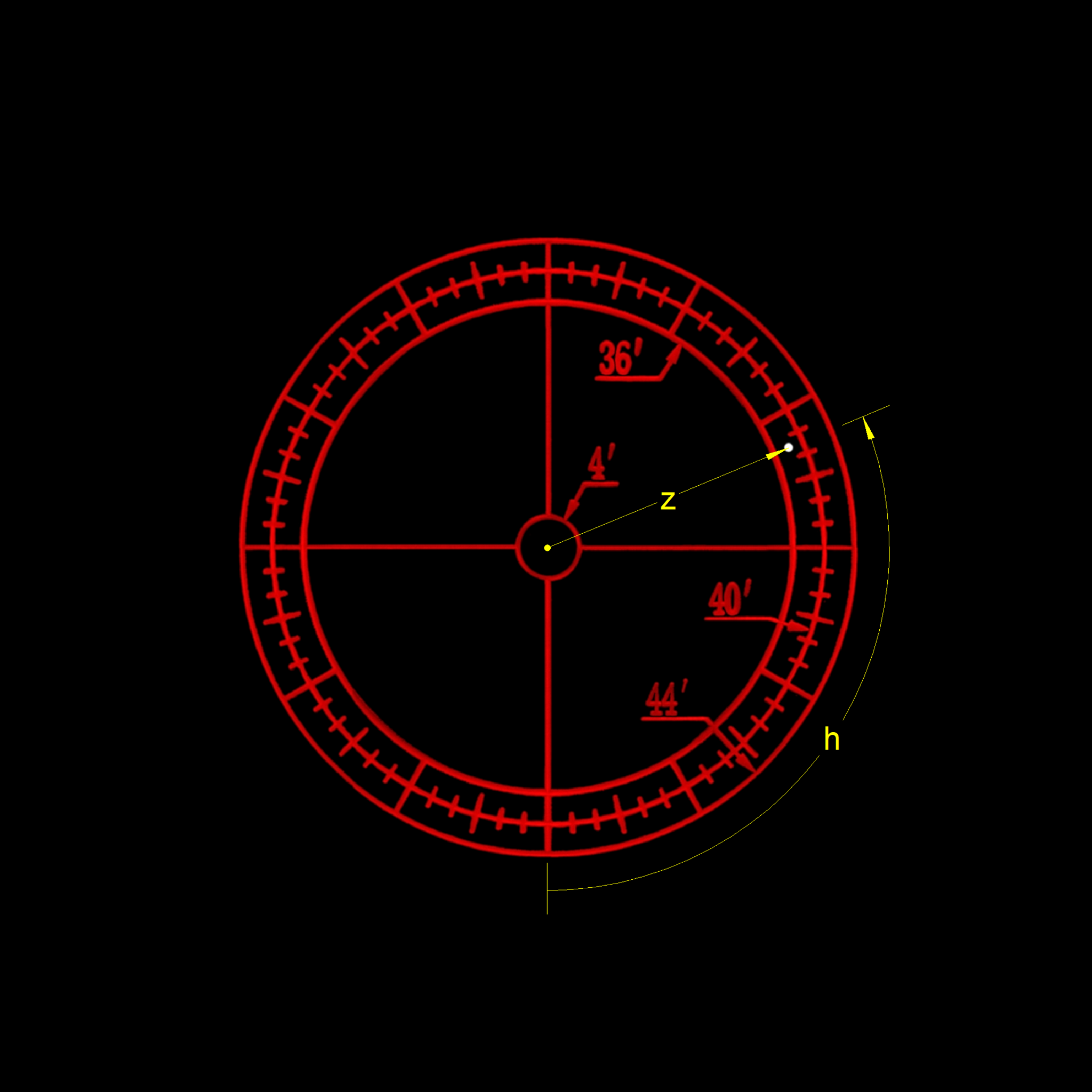
Mit Polarkoordinaten bemaßte Winkelskala im Okular eines Polsuchers mit dem Polarstern bei einem Stundenwinkel von. Der Stundenwinkel wird entgegen dem Uhrzeigersinn von der unteren senkrechten Meridianlinie gemessen, die nach Süden zeigt. Der Polarstern steht je nach Datum und Ort bei einer Zenitdistanz von, gemessen vom tatsächlichen Himmelsnordpol in der Bildmitte. Die Summe von Zenitabstand und Deklination beträgt stets 90°:
Der Stundenwinkel ergibt sich aus der Differenz der aktuellen Sternzeit und der aktuellen Rektaszension des Polarsterns:
.

Nördlich des Äquators wird der Polarstern angepeilt, der sich in der Nähe des Himmelspols befindet. Auf der Glasplatte ist dazu ein kleines Kreuz im Zentrum, ein Ring außen herum und ein kleiner Kreis an diesem Ring zu sehen. Befindet sich der Polarstern in dem kleinen Kreis, zeigt die Rektaszensionsachse des Teleskops auf den Himmelsnordpol.
Das Gesichtsfeld des Polsuchers ist so klein, dass Ursa Major und Cassiopeia nicht zu sehen sind. Die im Bild gezeigte Version des Polsuchers mit UMa und Cas ist so zu verstehen, dass diese Markierungen durch Drehung des Polsuchers so einzustellen sind, wie man die Sternbilder zurzeit mit bloßen Augen sieht. Bei anderen Polsucher-Modellen ist die Kochab-Methode sehr praktisch. Die Einstellung des Polsuchers nach UMa und Cas oder nach Kochab ist einfacher als die Einstellung nach Datum und Uhrzeit.

## Südhalbkugel
Auf der Südhalbkugel fehlt ein markanter Stern, wie der Polarstern auf der Nordhalbkugel. Jedoch ist auf manchen Polsuchern auch eine Einstellhilfe für die Südhalbkugel angebracht; es sind Markierungen für die hellsten Sterne des Sternbildes Oktant. Liegen alle Sterne innerhalb der Hilfskreise, zeigt das Kreuz in der Mitte des Polsuchers auf den Himmelssüdpol.